# ¿Qué me quieres, amor?
¿Qué me quieres, amor? es una colección de relatos publicada en 1995 por el escritor y periodista gallego Manuel Rivas. Gracias a esta obra ganó diversos premios, entre los que destacan el Premio Torrente Ballester (1995) y el Premio Nacional de Narrativa (1996).
Los dieciséis relatos aúnan un estilo periodístico con temas posmodernos y clásicos. Entre los relatos se encuentra «La lengua de las mariposas», cuya adaptación fue llevada al cine por José Luis Cuerda.
Los relatos que incluye son:
- «¿Qué me quieres, amor?», cuyo título se refiere a un poema de Fernando Esquío.
- «La lengua de las mariposas»
- «Un saxo en la niebla»
- «La lechera de Vermeer»
- «Solo por ahí»
- «Ustedes serán muy felices»
- «Carmiña»
- «El míster & Iron Maiden»
- «El inmenso camposanto de La Habana»
- «La chica del pantalón pirata»
- «Conga, Conga»
- «Las cosas»
- «Dibujos animados»
- «Una flor blanca para los murciélagos»
- «La luz de la Yoko»
- «La llegada de la sabiduría con el tiempo»

El libro trata de las diferentes formas que adopta el amor, desde el amor platónico hasta el desamor.[cita requerida]
- Datos: Q9098070